# 一次産品
一次産品（いちじさんぴん）とは経済学用語の一つ。産出される製品の中で、自然から採取されたままの状態であり、加工されていない物のことを言う。米や小麦などといった農産物や、錫や原油などといった資源などがこれに当てはまる。発展途上国の主要な輸出品となっている商品は一次産品であることが多い。これに対して加工された後の状態である製品のことは二次産品という。
市場に対する需要の質的差別化戦略がない場合、特に経済的財産やサービスを示す。「小麦の味から、ロシアの農奴、フランスの農民、イギリスの資本家なのか生産者はわからない」の諺のとおりに市場は生産者と無関係に商品を同じものとして扱う。石油や銅の供給と需要は、世界市場でそのように扱われる。一方、放送機器などはブランドやユーザーインターフェイス、音質など差別化の多くの側面を持つことから、ある商品の需要は、別の商品よりもはるかに大きいことがある。
一次産品の特質の1つは、価格が市場全体の関数として決定されることである。一般に流通している鉄鉱石、砂糖、米など農産物である現物商品はスポットおよびデリバティブ市場で積極的に取引される。
電気、ガス、石炭、石油などの重要なエネルギーもその一つであり、電気は貯蔵コスト面から生産と同時に消費する必要がある。

## コモディティ化
商品やサービスの市場における供給分野にて、効率的な取得や生産が一般化すると生じる。かつて独自の価値を持った商品はジェネリック医薬品やDRAMチップなどの汎用商品になった。ニューヨーク・タイムズの記事で、例としてマルチビタミンサプリメントを挙げている。どの会社が生産販売しても消費者には同じなことから現在では箱単位で販売され、ブランド商品として扱わないスーパーなどで購入できる。この傾向にしたがい、ナノマテリアルは資源でなく加工製品となった時点で高利益の商品になる。
汎用と差別化の二元的な区別ではなく、完全に独自の製品は希少である。エネルギーの場合、利用者が必要に応じて選べる市場では発電方法（例えば、化石燃料、風力、太陽光）で電気を差別化できる。多くの商品は消費者の考えや手段によって異なり、例えば、牛乳、卵、ノートなどは多くの顧客によって区別されず最低価格が選択要因となる。一部の消費者は環境保護や動物愛護の見方から価格以外の要因も考慮に入れており、有機生産や放し飼い、リサイクルや森林管理協議会認定商品などが要因となる。